# Panna Marie z Navštívení
Panna Marie z Navštívení (90. léta 15. stol.) – pod tímto označením uvedla sochu do literatury Ševčíková (1975) s ohledem na její nezvyklé natočení vpravo. Ve scéně Navštívení Panny Marie však bývá zdůrazněno Mariino těhotenství a proto lze předpokládat, že socha mohla být součástí i jiného výjevu, např. Modlitba Panny Marie před smrtí ve společnosti evangelistů. Pro chybějící ruce nelze vyloučit, že se jedná o některou světici. Je součástí sbírky chebské gotiky Galerie výtvarného umění v Chebu.

## Popis a zařazení
Plně plastická dřevěná socha 54,5 × 17,5 × 13,5 cm, se zbytky původní polychromie a křídového podkladu, inv. č. P 20. Chybí obě ruce a špička nohy. Restaurovali R. Salmonová (1973) a J. Živný (1986, 1994).
Dílo chebského řezbáře, který pracoval podle grafické předlohy Monogramisty E.S. nebo se znalostí lokální řezbářské tvorby, která má původ ve švábské plastice. Nízký blok figury, který člení pravá ruka a vystupující koleno volné nohy, je zpracován sumárně. Svrchní plášť je podkasaný pod pravým loktem, kde je otočen na rub a vytváří mísovitý záhyb, rozdělený vertikálně. Otevření pláště na pravém boku a styl záhybů řadí pravděpodobný vznik sochy na konec 15. století. Oválná tvář s kulatým čelem, špičatým nosem a úzkou bradou má analogie v chebsko-plzeňském řezbářství (oboustranná Assumpta z františkánského kláštera v Chebu, Assumpta ze Západočeského muzea), inspirovaném franckým sochařstvím poslední třetiny 15. století (Madona z Trifflingen). Ševčíková sochu zařadila k okruhu Doupovské madony (Madona z Kynšperka).

### Příbuzná díla
- Oboustranná Assumpta z františkánského kláštera v Chebu, Národní galerie v Praze
- Assumpta ze Západočeského muzea
- Madona z Trifflingen, oblast Regensburgu
- Madona z Kynšperka nad Ohří

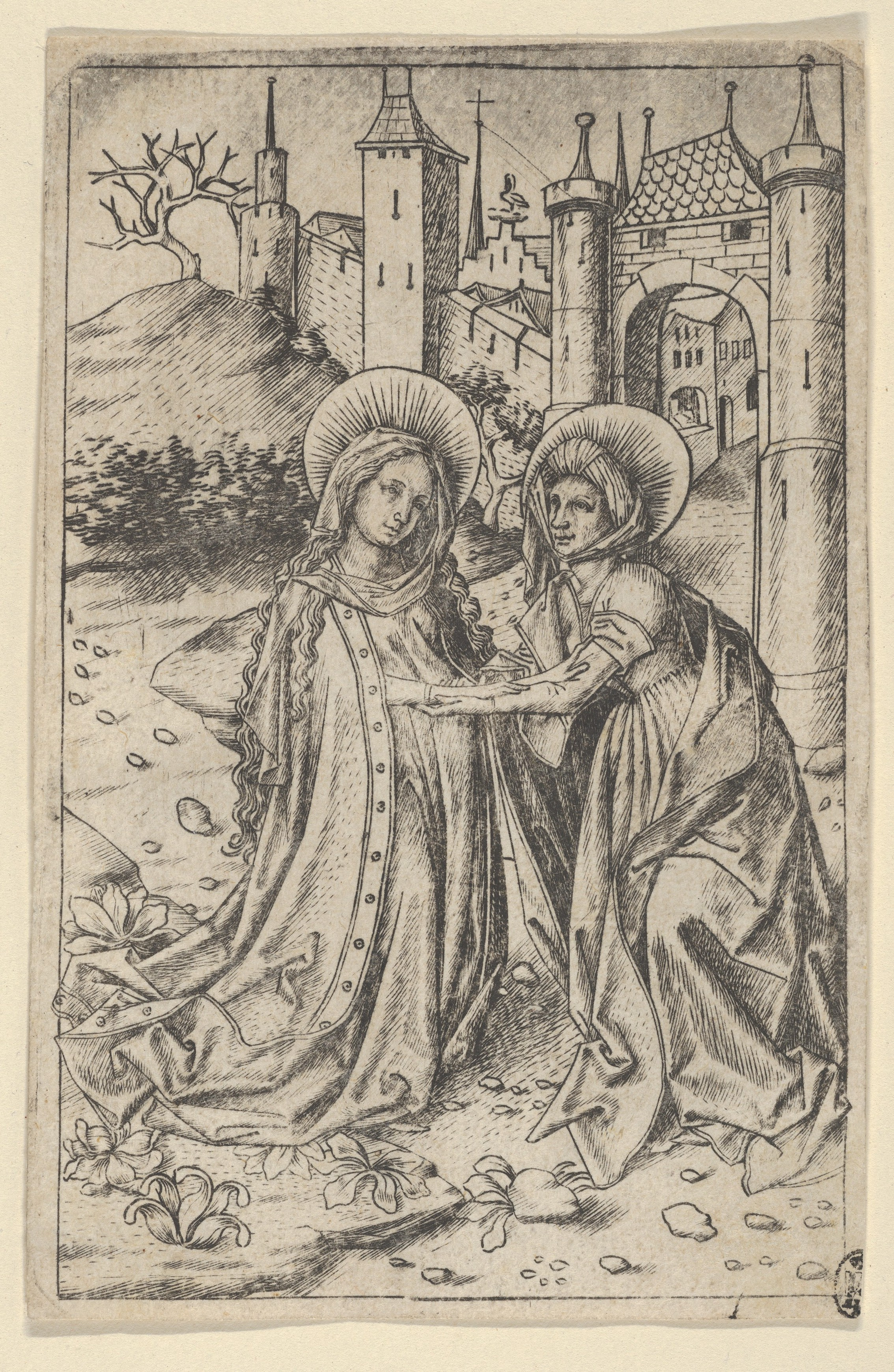
Navštívení (pol. 15. stol.), Monogramista E.S.
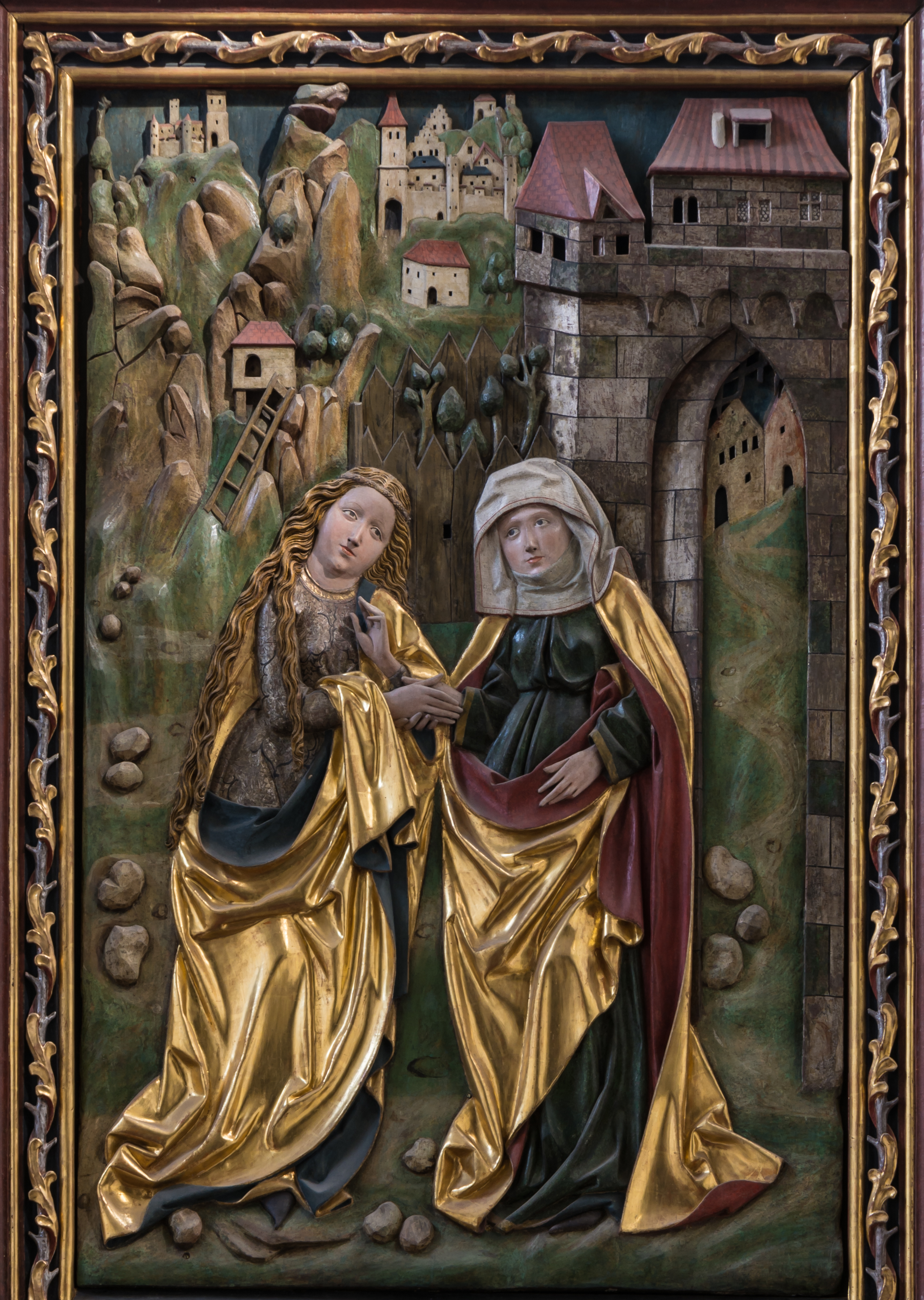
Navštívení (1490), Maria Laach Kirche, Rakousko
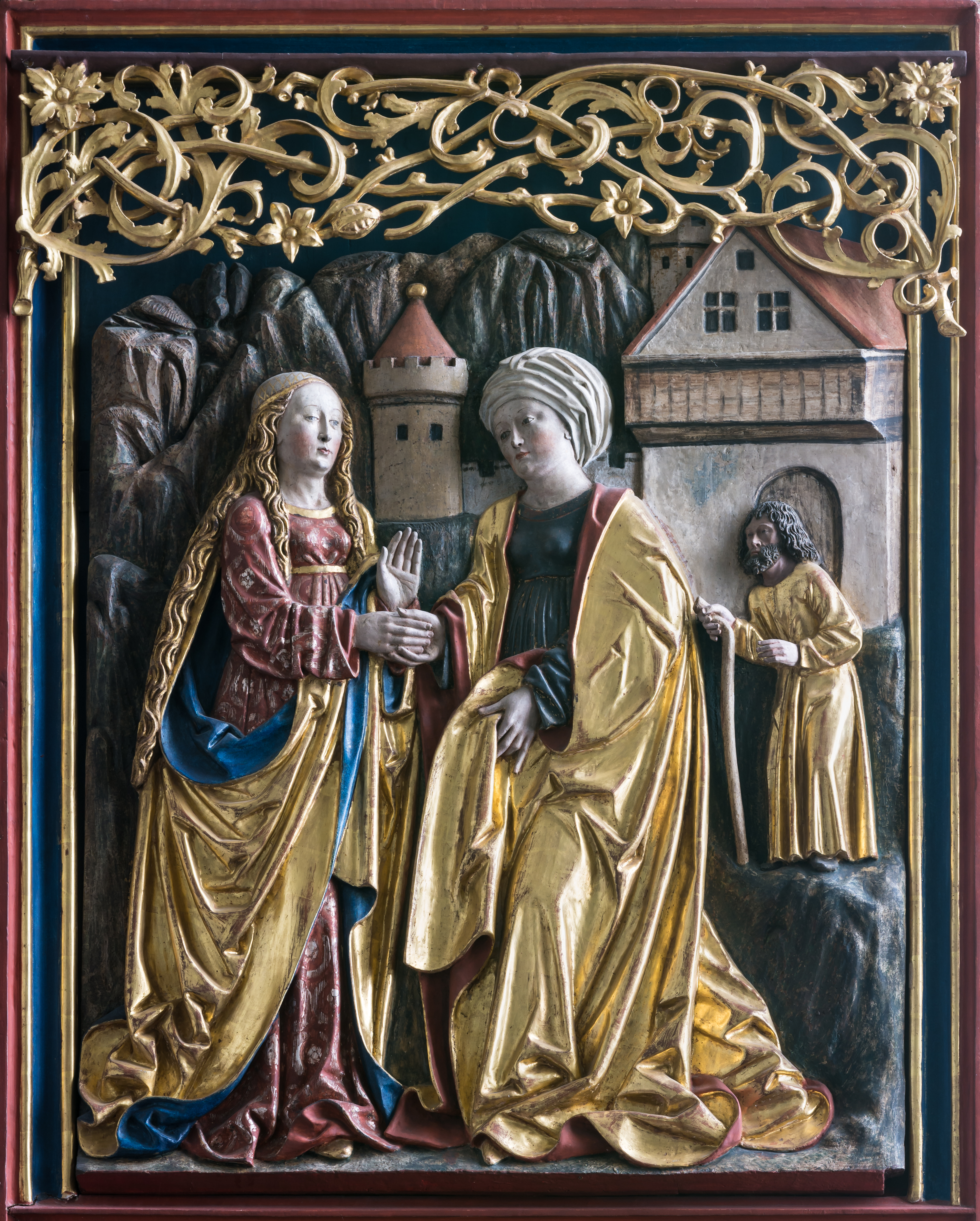
Navštívení (1490-1500), farní kostel Gampern, Rakousko
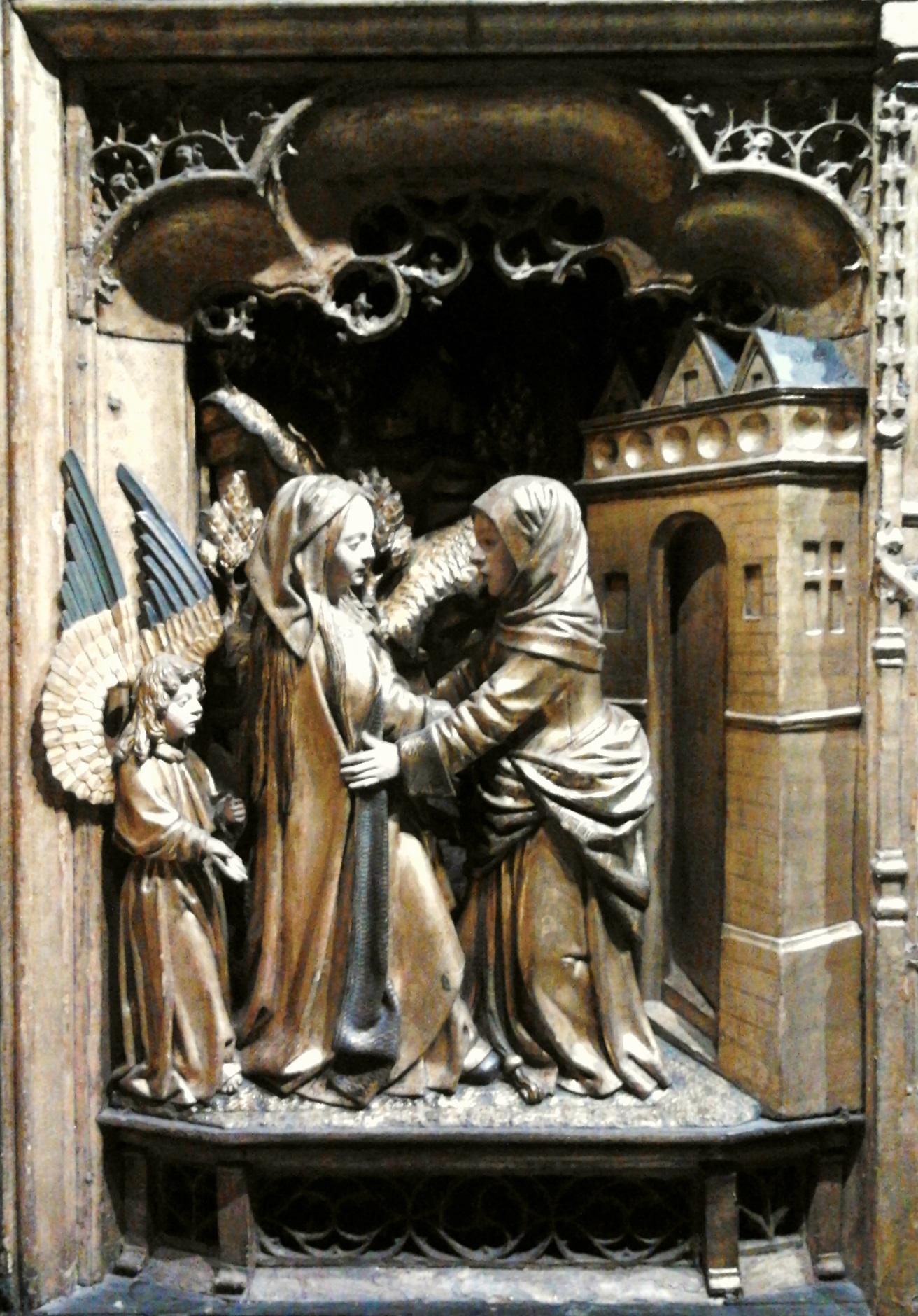
Navštívení, Joos van Cleve (1516)